# Bristol Beaufort
Bristol Typ 152 Beaufort – brytyjski samolot bombowo-torpedowy średniego zasięgu z okresu II wojny światowej.

## Historia

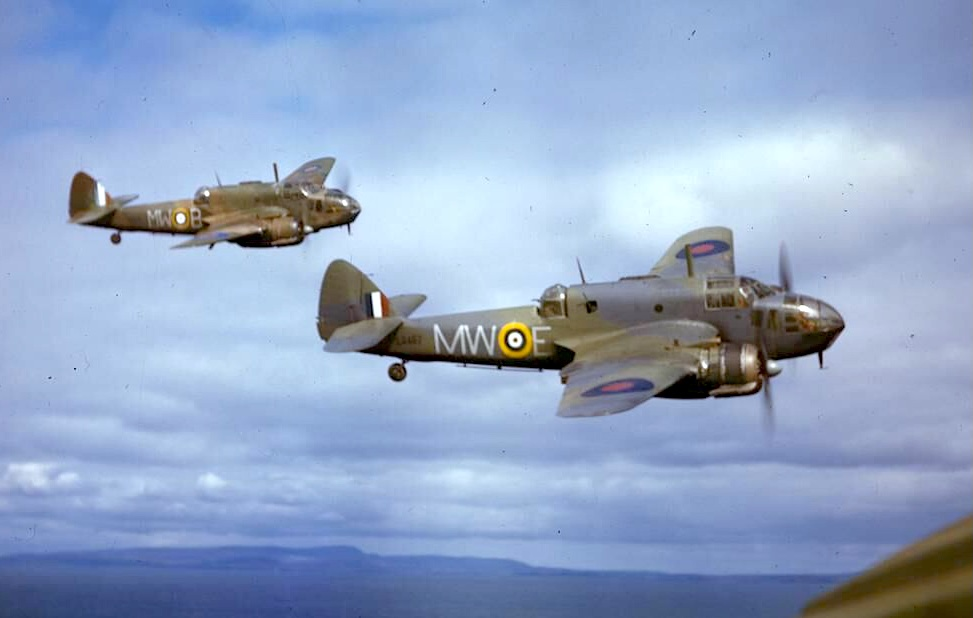
Kolorowe zdjęcie dwóch Beaufortów należących RAF-u w locie w 1940/41 r.

Samolot został zaprojektowany dla lotnictwa obrony wybrzeża (Coastal Command) w 1936 roku. Podczas prac nad konstrukcją korzystano w dużej części z doświadczeń zdobytych przy opracowywaniu samolotu Bristol Blenheim. Prototyp oblatano 15 października 1938 roku. Do produkcji seryjnej wszedł w dwóch wersjach: Beaufort Mk I (955 egzemplarzy) i Beaufort Mk II (450 egzemplarzy, z których 250 stanowiła wersja szkolno-treningowa oznaczona T Mk II). Wersje Mk III i Mk IV (prototypy ze zmienionymi silnikami) nie weszły do produkcji.
Ponieważ samolot był przeznaczony do działań nadmorskich, w dolnej części kadłuba umieszczono komorę powietrzną, przedłużającą pływalność na wypadek przymusowego wodowania. Samolot był dodatkowo wyposażony w niezbędny sprzęt ratowniczy, m.in. łódkę ratunkową. Po rozpoczęciu wojny samolot zaopatrzono także w radar ASV, który zwiększał efektywność samolotu w tropieniu okrętów podwodnych.
Produkcję w Wielkiej Brytanii zakończono w roku 1943. Licencyjną produkcję Beauforta podjęto natomiast od 1940 roku w Australii pod oznaczeniem DAP Beaufort. Wprowadzono przy tym zmiany do pierwotnej konstrukcji. Polegały one głównie na zamianie oryginalnych silników Bristol Taurus na mocniejsze amerykańskie silniki Pratt & Whitney Twin Wasp. Kolejne modyfikacje samolotu, wprowadzone w Australii nosiły oznaczenia Mk V – Mk IX. Ostatnia wersja była nieuzbrojonym samolotem transportowym.
Ogółem wyprodukowano ponad 1900 samolotów. Do dziś zachowały się najprawdopodobniej tylko dwa egzemplarze, przechowywane w muzeach lotniczych na terenie Wielkiej Brytanii.

## Służba

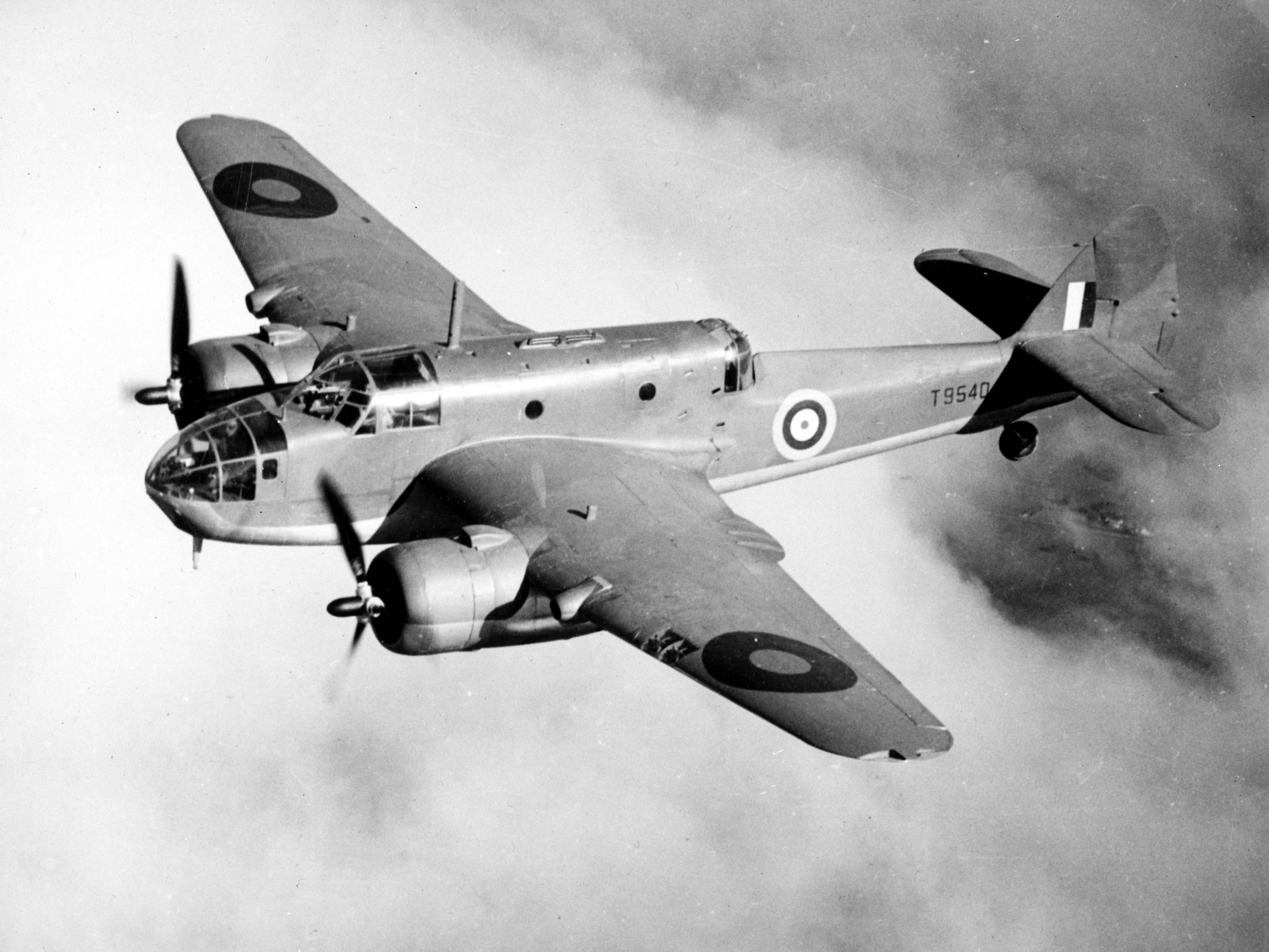
Bristol Beaufort należący RAAF-u w locie w 1941 r.

Beaufort, którego prędkość maksymalna wynosiła 430 kilometrów na godzinę, nie należał do szybkich samolotów, tym bardziej że prędkość samolotu, wyposażonego w torpedę, spadała jeszcze bardziej, do zaledwie 360 km/h. Mimo to sprawdził się jako samolot torpedowy w kilku akcjach, takich jak uszkodzenie pancerników „Scharnhorst” i „Gneisenau” w porcie w Breście.
Samoloty Bristol Beaufort weszły na wyposażenie sześciu eskadr obrony wybrzeża, a także czterech eskadr stacjonujących na Bliskim Wschodzie. Prowadziły operacje minowania wód nieprzyjaciela, patrolowały szlaki żeglugowe na Atlantyku, Morzu Północnym i kanale La Manche. Prowadziły operacje bojowe nad Morzem Śródziemnym i na Pustyni Zachodniej. Z powodzeniem atakowały okręty Kriegsmarine i włoskiej marynarki wojennej.
Samoloty używane w Australii stanowiły w latach 1941–1944 podstawowy sprzęt lotnictwa australijskiego. Używano ich jako samolotów patrolowych, bombowych, myśliwsko-bombowych itp., przy czym szczególnie skutecznie okazały się być w tropieniu japońskich okrętów podwodnych podczas walk na obszarze Wysp Salomona i na Nowej Gwinei. W służbie Royal Australian Air Force Beauforty pozostawały do końca wojny na Pacyfiku.
W lotnictwie australijskim jako samoloty treningowe Beauforty pozostawały do 1946 r. Później sporadycznie wykorzystywano je w lotnictwie cywilnym, m.in. do oprysków czy walki z szarańczą.
Dwanaście egzemplarzy wariantu T Mk II dostarczono tureckim siłom zbrojnym pod koniec wojny.

## Konstrukcja

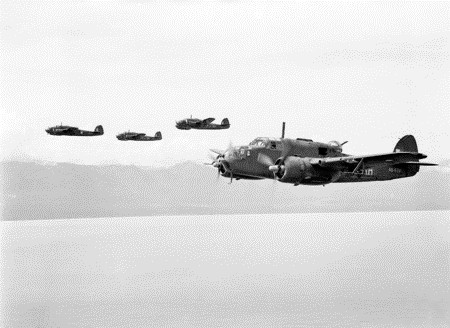
Cztery australijskie Beauforty ze 100 Dywizjonu RAAF w locie niedaleko Wewak, 20 stycznia 1945 r.

Całkowicie metalowy, wolnonośny średniopłat z klasycznym, chowanym podwoziem z kółkiem ogonowym. Kadłub półskorupowy. Płat dźwigarowy trójdzielny o obrysie trapezowym. Napęd (Beaufort Mk. I) – dwa silniki gwiazdowe Bristol Taurus VI o mocy 1130 KM (831 kW) napędzające śmigła metalowe trójłopatowe, przestawialne, dwuzakresowe. Uzbrojenie obronne obejmowało cztery karabiny maszynowe kal. 7,7 milimetra w wieżyczkach przedniej i grzbietowej, oraz dodatkowo, w niektórych egzemplarzach, dwa stałe karabiny strzelające do przodu i jeden ruchomy w gondoli pod nosem kadłuba. Samolot przenosił do 900 kilogramów bomb lub torpedę lotniczą o masie 728 kilogramów.